# Moser-Roth

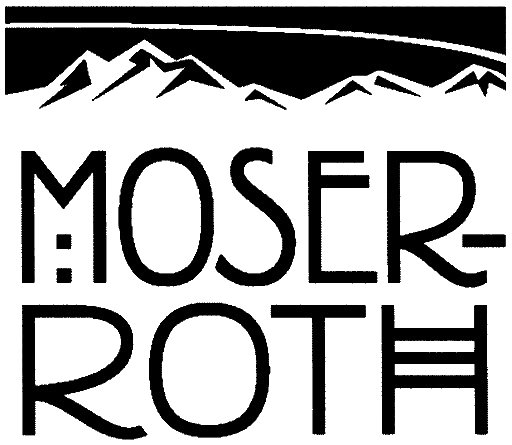
Moser-Roth logo.

Moser-Roth ist eine seit 1902 geschützte Schokoladenmarke, die heute von Storck produziert und über den Lebensmittel-Discounter Aldi vertrieben wird.

## Geschichte
Das Unternehmen Roth wurde 1841 von Konditormeister Wilhelm Roth jr. in Stuttgart in der Kronenstraße gegründet. 1876 schied Wilhelm Roth aus dem Unternehmen aus und Gustav Karl Wagner übernahm zusammen mit Kommerzienrat Sproesser die kleine Fabrik. 1881 zog das Unternehmen in größere Gebäude in der Bahnhofstraße (heute Heilbronner Straße) um, die später noch mehrmals erweitert wurden (Gelände des heutigen Geno-Hauses).
1896 fand die Vereinigung mit dem Stuttgarter Konkurrenzunternehmen „Schokoladen- und Bonbon-Fabrik“ E. O. Moser & Cie. GmbH statt, das 1846 vom Konditormeister Eduard Otto Moser (1818–1879) in der Calwer Straße gegründet wurde. Das Leibfried’sche Gelände (zwischen Heilbronner Straße, Pragstraße und Löwentorstraße) ist der Park mit den Ruinen der 1875 gebauten ehemaligen Villa von Eduard Otto Moser.
Der Markenname Moser-Roth wurde 1902 geschützt. Moser-Roth war im 20. Jahrhundert die größte Schokoladenfabrik in Stuttgart und beschäftigte um 1910 etwa 550 Mitarbeiter. In Stuttgart wurde Schokolade außerdem noch von den Unternehmen Eszet, Haller, Waldbaur, Schoko-Buck, Friedel und Alfred Ritter produziert, die bis auf letzteres heute nicht mehr existieren.
Im Frühjahr 1942 wurde das Unternehmen aus politischen Gründen von der Reichsregierung stillgelegt. Im September 1944 brannte die gesamte Fabrik in der Heilbronner Straße infolge eines Luftangriffs bis ins unterste Kellergeschoss aus.

Ehemalige Produktionsgebäude
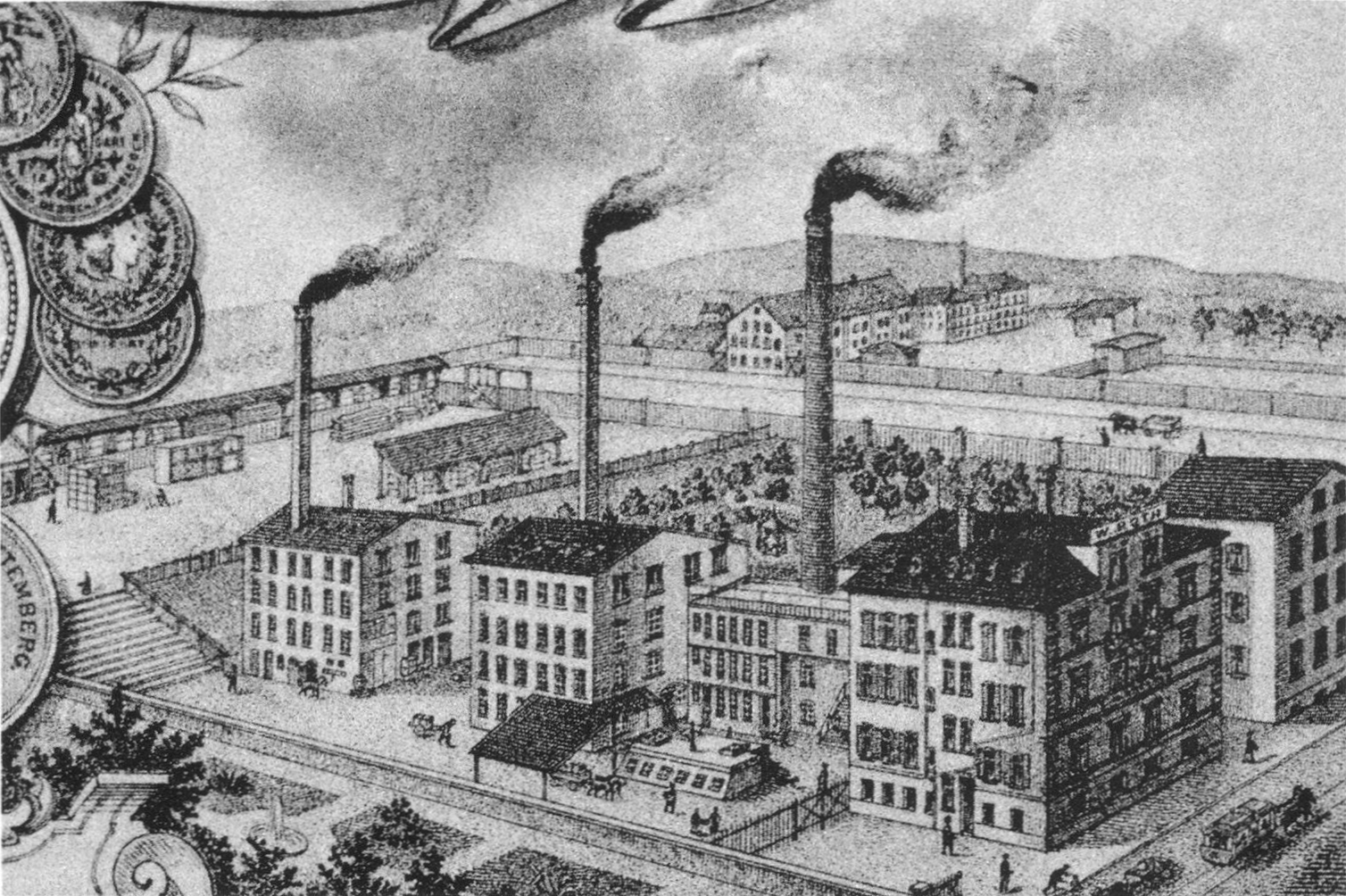
Fabrikgebäude an der Heilbronner Straße von Südosten, 1895
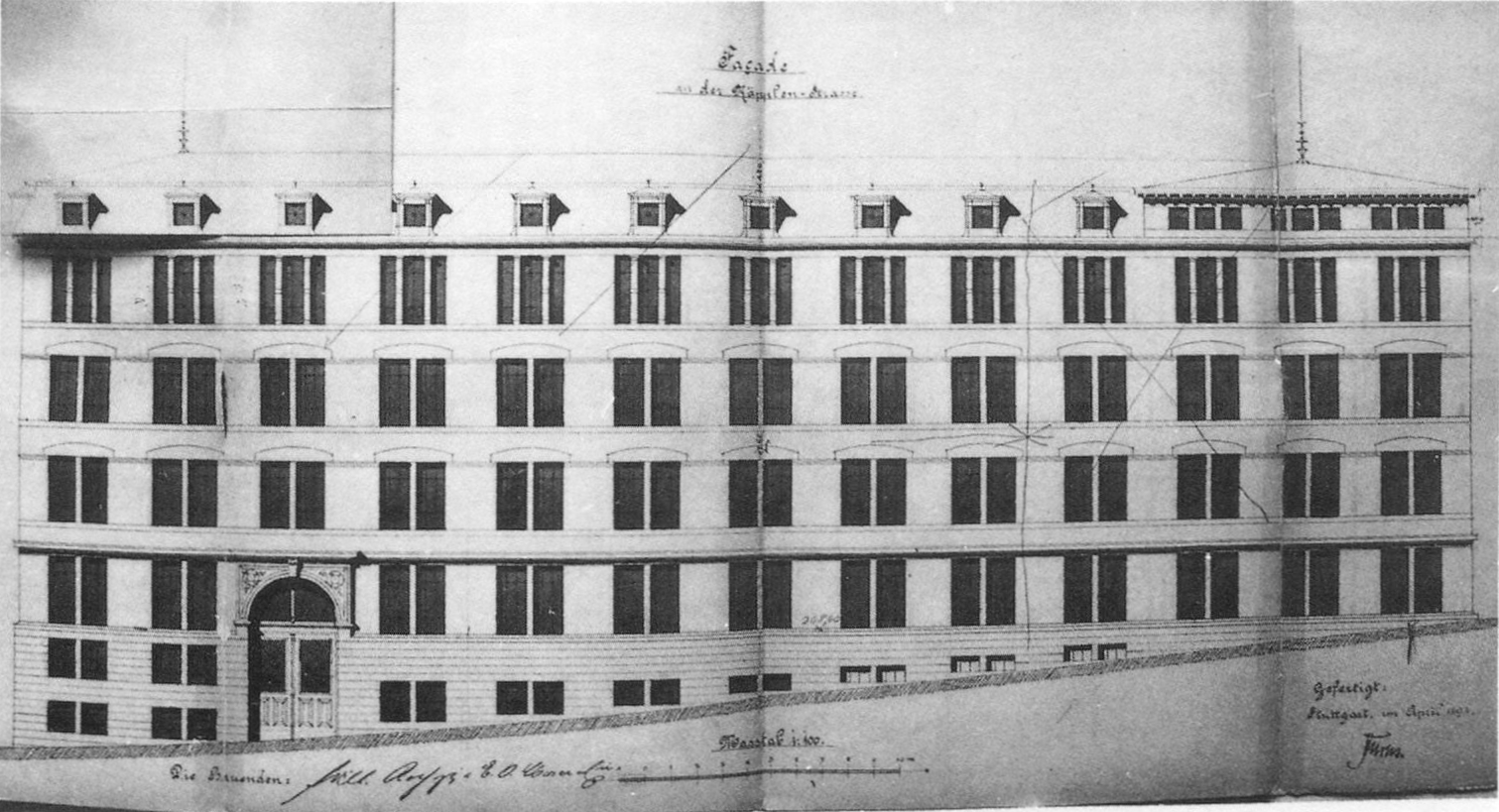
Fabrikgebäude in der Räpplenstraße, Planansicht, 1894
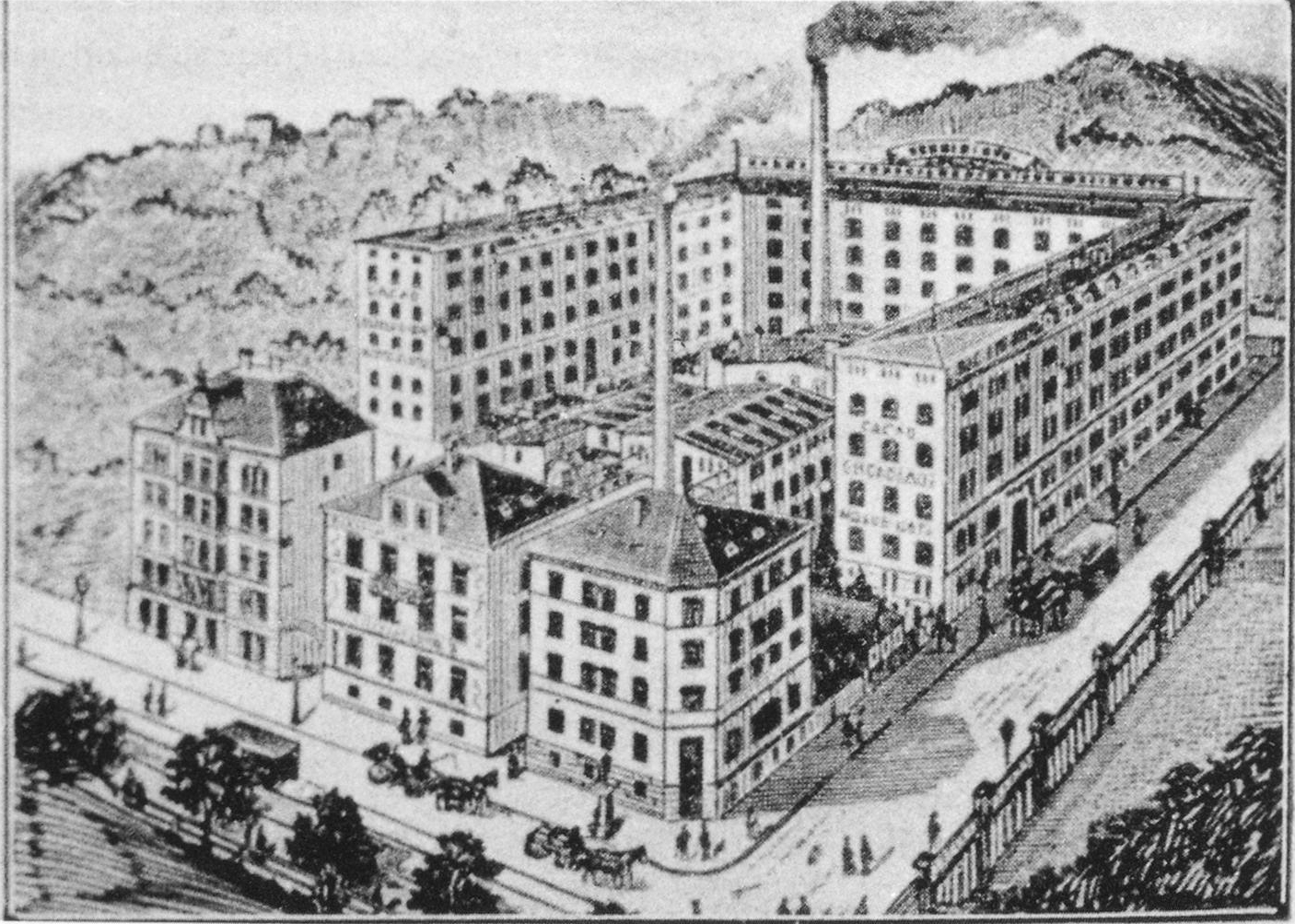
Fabrikgebäude von Nordosten, um 1908

## Handelsmarke
Der Stuttgarter Schokoladenfabrikant Karl Haller besaß seit 1947 die Markenrechte und führte die Produktion in Stuttgart-Obertürkheim seit 1948 fort. Auch nach dem Tod Karl Hallers und der Übernahme des Unternehmens durch die Melitta-Gruppe wurde bis 1967 weiter produziert. Die Marke Moser-Roth war anschließend im Besitz verschiedener Hersteller und wurde schließlich an die August Storck KG verkauft, die die Schokolade seit Juni 2007 unter der Marke für den Aldi-Konzern durch die im Berliner Bezirk Reinickendorf ansässige Moser-Roth GmbH wieder herstellt.

## Werbemarken

Reklamebild „Friedrichshafen“
Reklamebild „Lichtenstein“
Reklamebild „Schlossplatz“
Reklamebild „Altes Schloss“
Reklamebild „Hohenzollern“
„Liebling-Chocolade“